# Villiers-Saint-Denis
Villiers-Saint-Denis é uma comuna francesa na região administrativa de Altos da França, no departamento de Aisne. Estende-se por uma área de 7,57 km². Em 2010 a comuna tinha 1 181 habitantes (densidade: 156 hab./km²).